# Joseph André (architecte)
Pour les articles homonymes, voir Joseph André et André.
Joseph André, né à Marbais le 21 janvier 1885 et mort à Charleroi le 21 janvier 1969, est un architecte-urbaniste belge, actif essentiellement à Charleroi et dans ses environs.

## Biographie
François Joseph Ghislain André est issu d'un milieu modeste. Il est le fils de Philippe André, maçon, et de Julie Yernaux. Il se marie à Marcinelle le 24 février 1912 avec Valentine Monnoyer.
De 1905 à 1908, il suit les cours d'architecture à l’Académie des Beaux-Arts de Bruxelles. À la sortie de ses études, son  professeur des beaux-arts à l'académie, Ernest Acker, l'accueille dans son bureau technique de 1908 à 1910. Joseph André a ainsi l'occasion de se pencher sur les plans de l’Exposition universelle de Bruxelles de 1910.
À partir de 1912, il recentre ses activités sur Charleroi avec la construction de maisons particulières.
Au lendemain de l’Armistice mettant un terme à la Première Guerre mondiale, de nombreux immeubles détruits pendant la guerre sont à reconstruire à Charleroi. Il commence à recevoir des chantiers importants de ses donneurs d'ordre. C'est ainsi qu'il réalise trois édifices emblématiques dans le centre de Charleroi:  le cinéma Le Coliseum en 1923, la Maison des Corporations en 1925 et l'immeuble du Grand Bazar en 1933.
En 1936, le bourgmestre Joseph Tirou sollicite son concours pour achever la construction du nouvel l’hôtel de ville de Charleroi sur la place Charles II. Sous ce bourgmestre bâtisseur et son successeur Octave Pinkers, il ne cesse plus de répondre aux commandes communales visant à inscrire la modernité dans l'architecture carolorégienne : l’aménagement d'une nouvelle artère bordée d'immeubles neufs dans la Ville-Basse à la suite du remblaiement de l'ancien lit de la Sambre, la colonnade et les galeries place Albert Ier et le Palais des Expositions en 1953 et, en 1955, le Palais des Beaux-Arts, où il confie la décoration intérieure à des artistes principalement wallons : Pierre Paulus, René Magritte, Olivier Strebelle et René Harvent, ainsi qu’à Ossip Zadkine.
En 1956, c'est le tour de l’Église (ou basilique) Saint-Christophe à la place Charles II, pourvue d'un dôme et une mosaïque monumentale de Jean Ransy. En 1964, il réalise le Conservatoire de musique de Charleroi.
Ceci ne l'empêche pas de répondre aux autres commandes en périphérie avec les maisons particulières, immeubles industriels et administratifs, églises, etc.
Ses réalisations lui ont valu une reconnaissance officielle. C'est ainsi qu'il était membre correspondant de la Commission royale des Monuments et des Sites.
À la suite de son décès le 21 janvier 1969, il est inhumé au cimetière de Marcinelle.

## Influences
Son style fluctue en fonction des époques et des commandes. À partir de l'entre-deux-guerres, il adopte un style qui lui est propre mélangeant les influences de l’Art Déco et du Modernisme. Il privilégie de simples lignes harmonieuses en restant sobre dans la réalisation finale. Il veille également à s'adapter à la fonction du bâtiment dans ses différentes réalisations. Il n'hésite pas non plus pour la décoration intérieure et extérieure à faire appel à des artistes de qualité, comme le souhaitent les bourgmestres de Charleroi, Joseph Tirou et Octave Pinckers.

## Réalisations
- 1919 : Maison Chouvette, Boulevard Audent à Charleroi, immeuble de style Beaux-Arts ;
- 1920 : Le Soulier d'or, rue de la Montagne à Charleroi ;
- 1923 : Cinéma Le Coliseum, rue de Marchienne à Charleroi ;
- 1925 : Maison des Corporations (détruite), place du Sud (actuellement place Verte) à Charleroi ;
- 1929 : Maison Tonneau, Boulevard Audent à Charleroi ;
- 1935 : Maison Dumont, Boulevard Frans Dewandre à Charleroi ;
- 1935 : Maison K., Boulevard Frans Dewandre à Charleroi ;
- 1936 : reprend le chantier de l'Hôtel de ville de Charleroi, gros-œuvre par Jules Cézar ;
- 1946 : Siège régional de Fabrimétal, rue de Marcinelle à Charleroi ;
- 1951 : L'immeuble à appartements, situé au boulevard Joseph Tirou à Charleroi ;
- 1953 : Colonnades de Charleroi (détruites) ;
- 1953 : Palais des Expositions de Charleroi ;
- 1955 : Palais des beaux-arts de Charleroi ;
- 1956 : Église Saint-Christophe de Charleroi ;
- 1963 : Hôtel de ville de Marcinelle ;
- 1964 : Conservatoire Arthur Grumiaux.

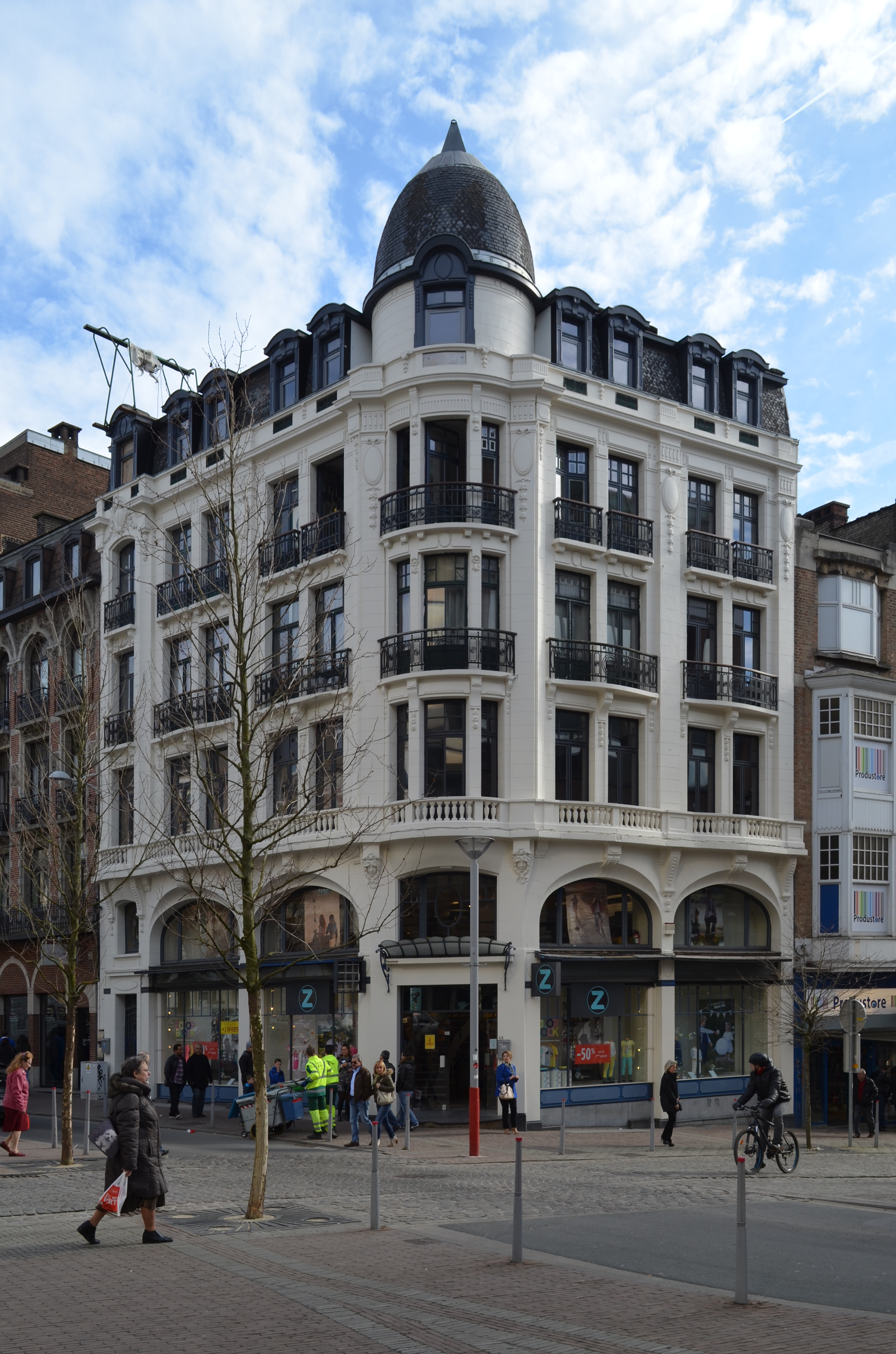
Maison Chouvette (1919)
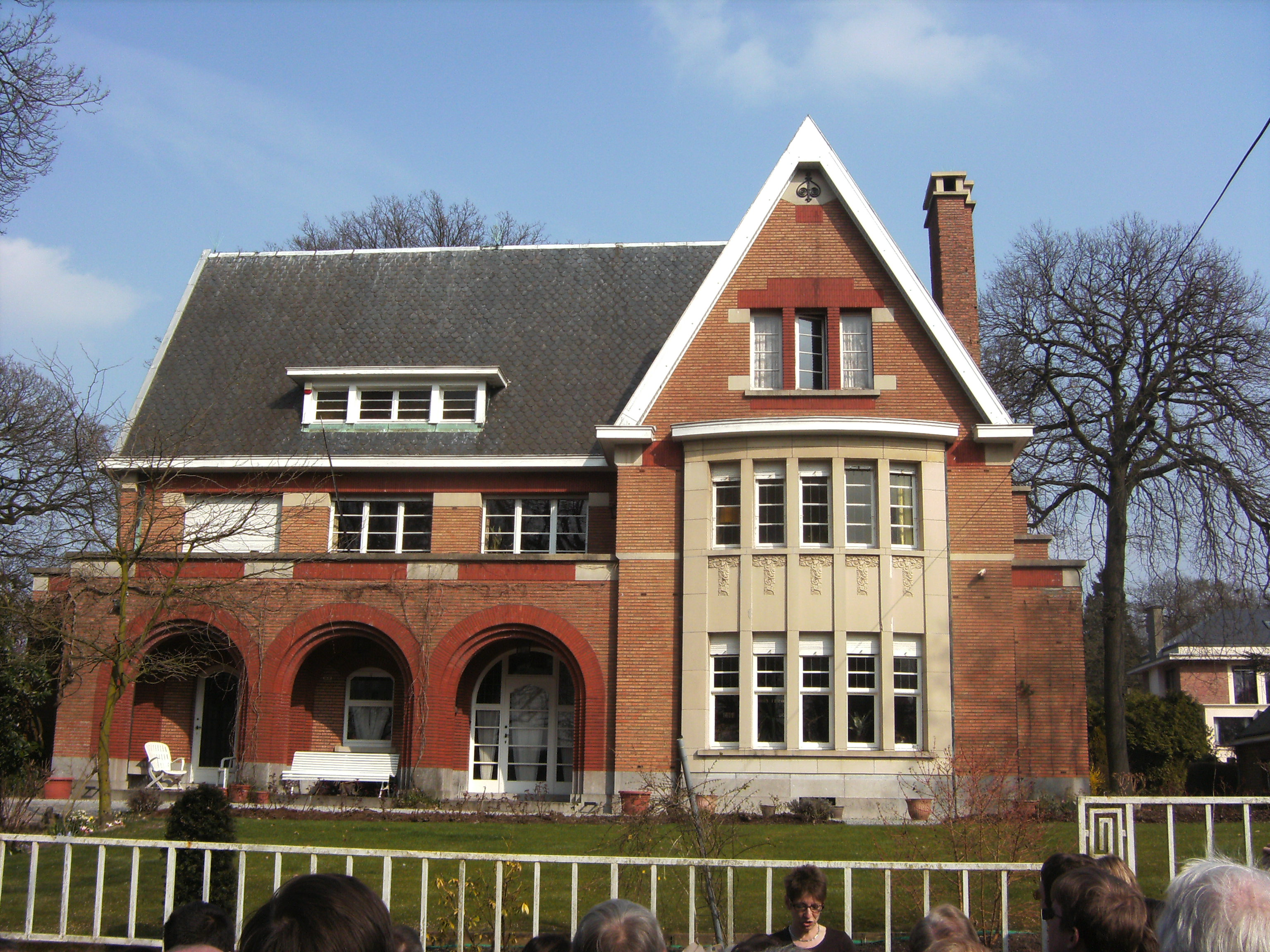
Loverval (Gerpinnes), rue du Grand Chéniat, n° 13. Habitation familiale (1932).
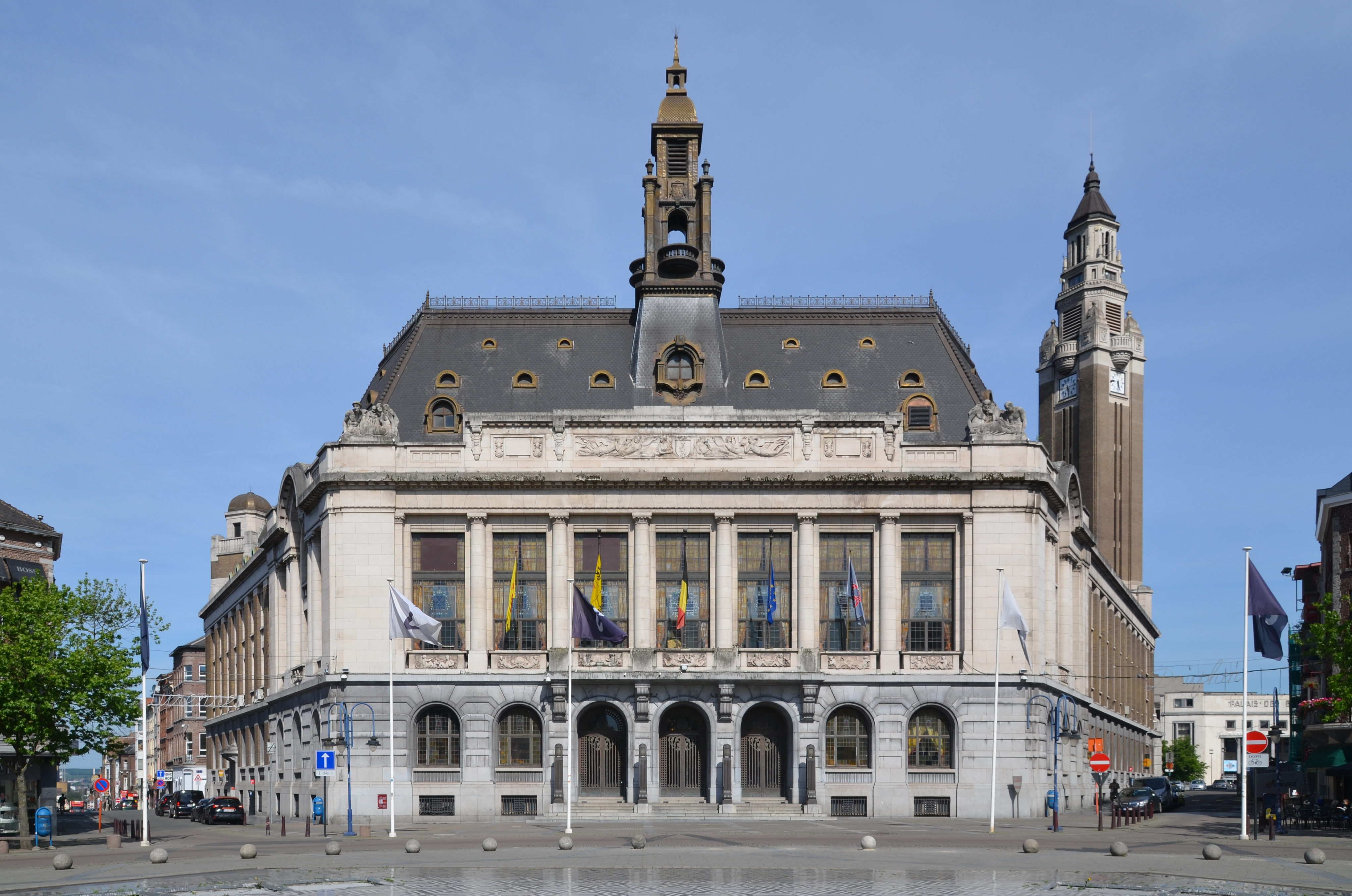
Hôtel de ville de Charleroi (1936)
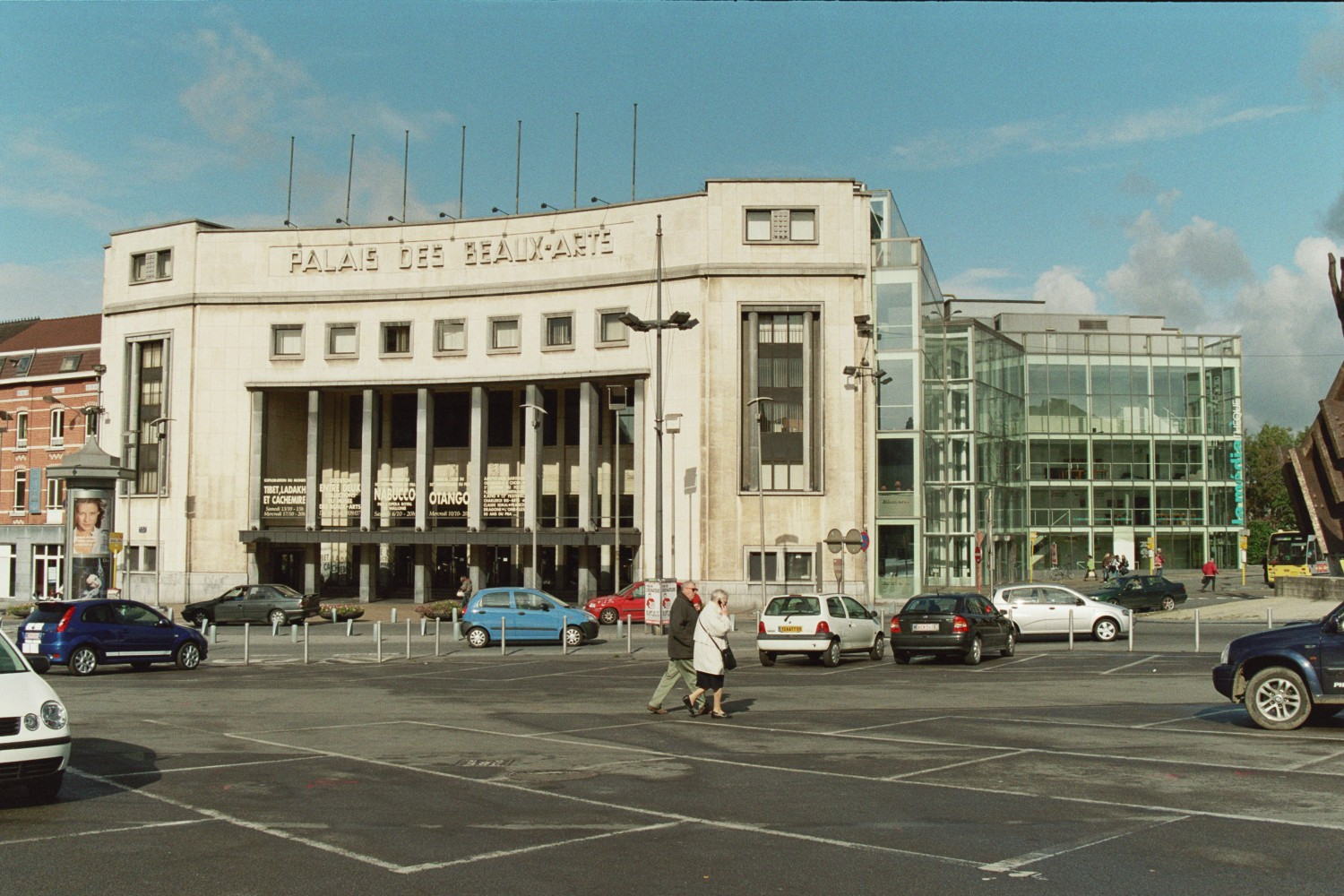
Palais de Beaux-Arts de Charleroi (1956)
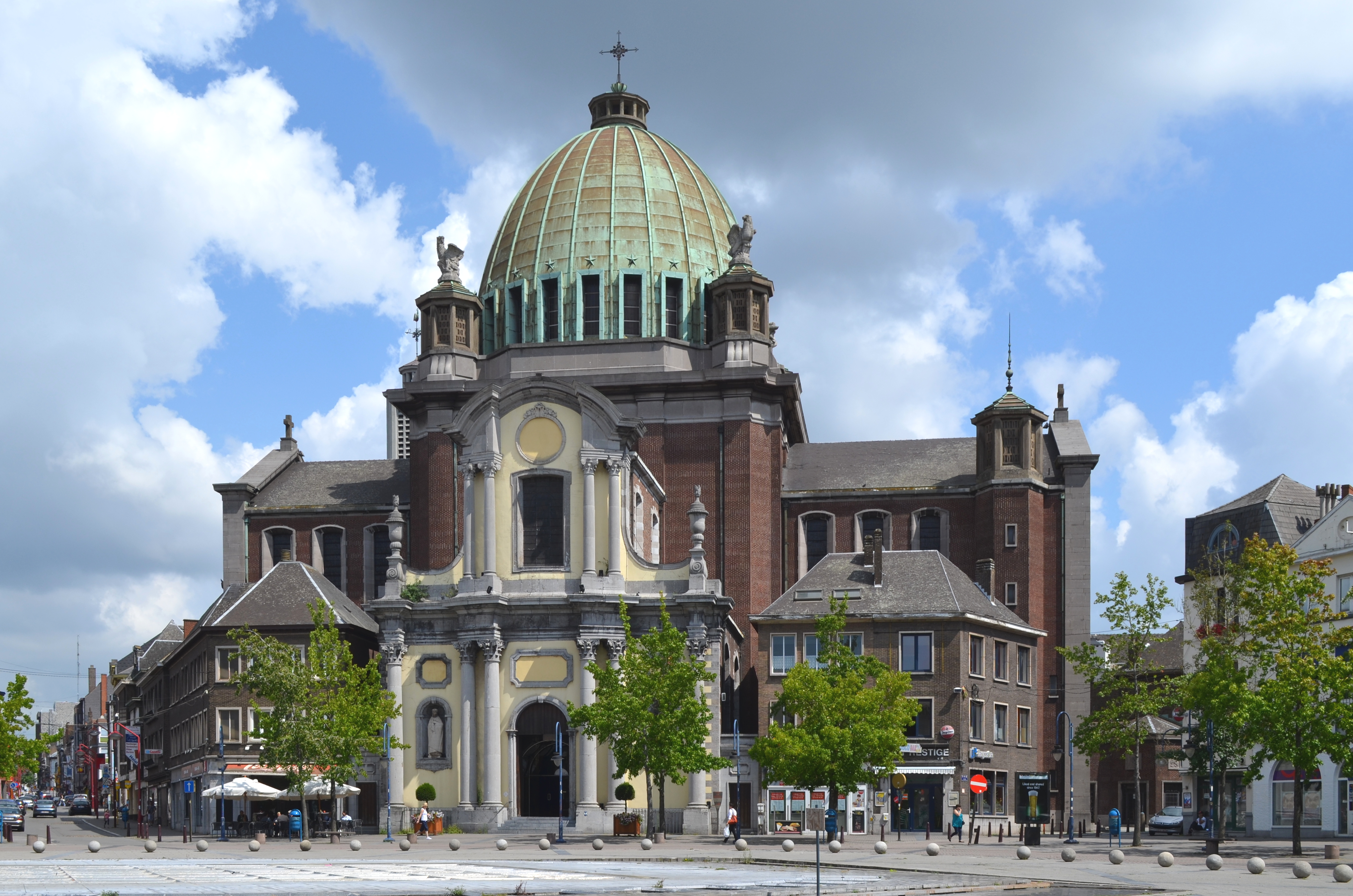
Église Saint-Christophe de Charleroi (1956)
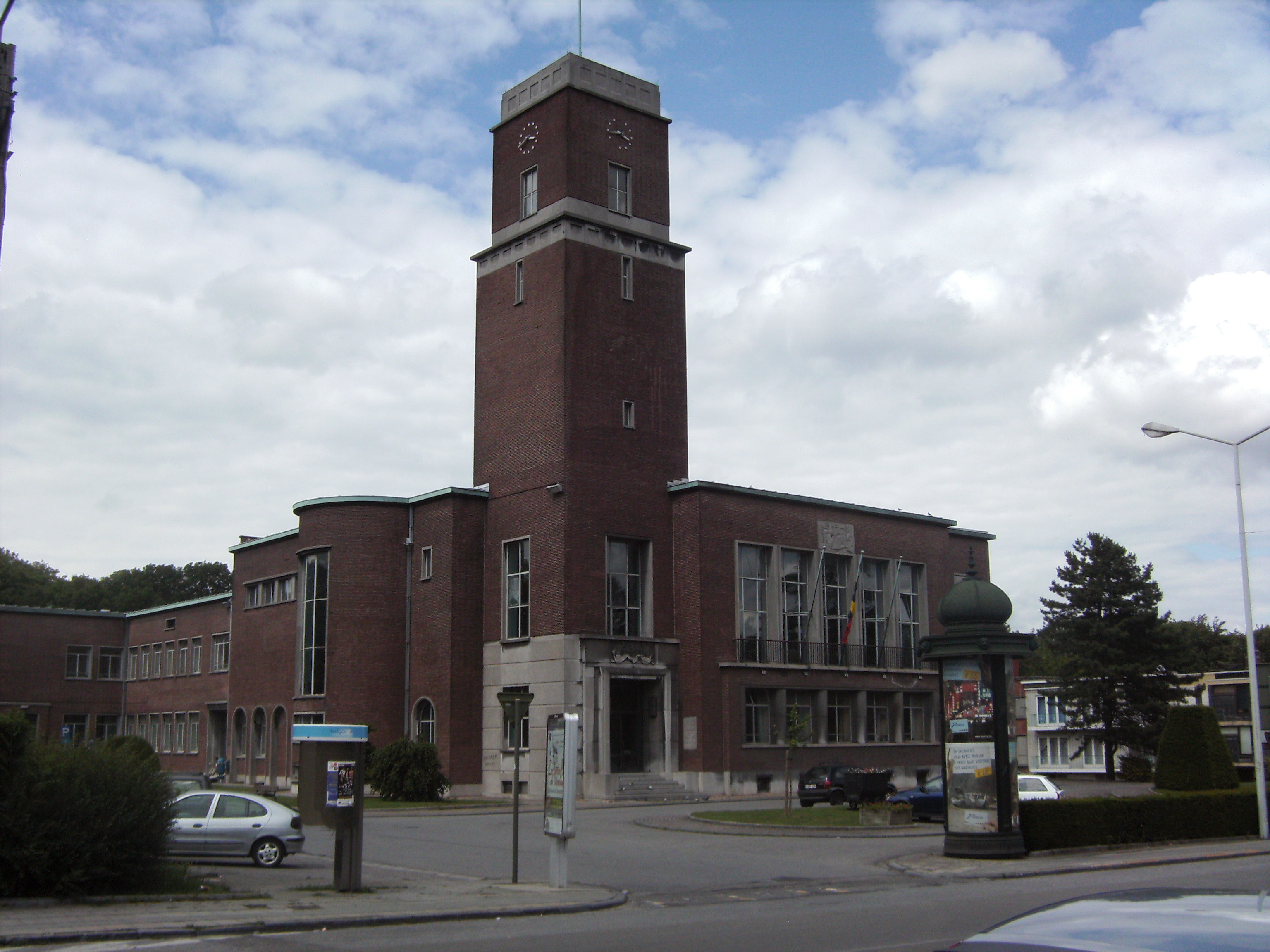
Hôtel de ville de Marcinelle (1963)

## Distinctions[2]
Une telle contribution à l’aménagement de la ville de Charleroi a valu à Joseph André un hommage officiel des autorités carolorégiennes en 1958 ainsi que l'attribution de distinctions nationales: 
- Officier de l'ordre de Léopold  ;
- Officier de l'ordre de la Couronne ;
- Chevalier de l'ordre de Léopold II (1928) ;
- Chevalier de l'ordre du Mérite de la République italienne‎.